# 仏子駅

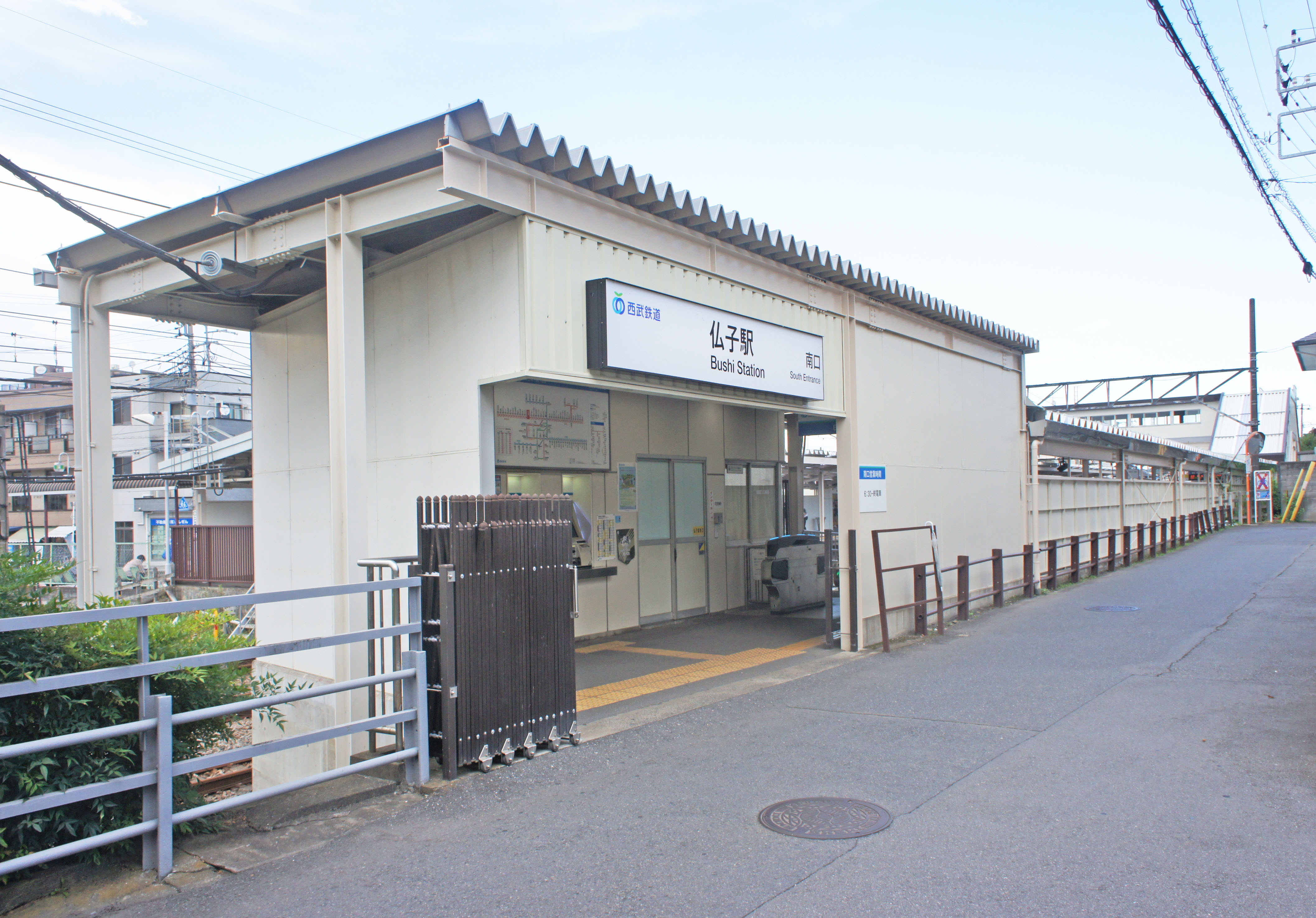
南口（2022年7月）

仏子駅（ぶしえき）は、埼玉県入間市仏子にある、西武鉄道池袋線の駅。駅番号はSI24。

## 歴史
- 1915年（大正4年）4月15日：開業。
- 1945年（昭和20年）9月22日：武蔵野鉄道の合併・改称に伴い、西武農業鉄道の駅となる。
- 1946年（昭和21年）11月15日：西武農業鉄道の社名変更に伴い、西武鉄道の駅となる。
- 1970年代末：駅構造を島式ホーム1面2線から相対式ホーム2面3線に変更[1]。
- 1984年（昭和59年）
  - 4月15日：駅舎改築、現駅舎の使用開始。
  - 9月1日：南口を開設。
- 2024年（令和6年）4月1日：駅係員によるインターホンでご案内する遠隔対応駅へ変更するとともに、窓口での切符等の販売を終了[2][3]。

## 駅構造
相対式ホーム2面2線と中線1線を有する地上駅。北口駅舎は上り池袋方面ホーム側にあり、南口駅舎は下り飯能方面ホームの飯能寄り端部にある。ただし南口は自動券売機と自動改札機が設置されているのみで、6時30分から終電まで開設している。各ホーム間は跨線橋により連絡しており、エレベーターが併設されている。
トイレは上りホーム側にある。

### のりば
| ホーム | 路線   | 方向 | 行先                               |
| ------ | ------ | ---- | ---------------------------------- |
| 1      | 池袋線 | 上り | 所沢・池袋・新木場・渋谷・横浜方面 |
| 2      | 池袋線 | 下り | 飯能・西武秩父方面                 |

（出典：西武鉄道:駅構内図）
- 副都心線直通列車は2013年3月16日実施のダイヤ改正で、日中は当駅に停車しなくなった[注釈 1]。この為、日中時間帯に当駅から副都心線方面へ乗降する場合は、途中の小手指駅などで乗換える必要があり、該当する列車には接近時に流れる放送でその旨が伝えられる。

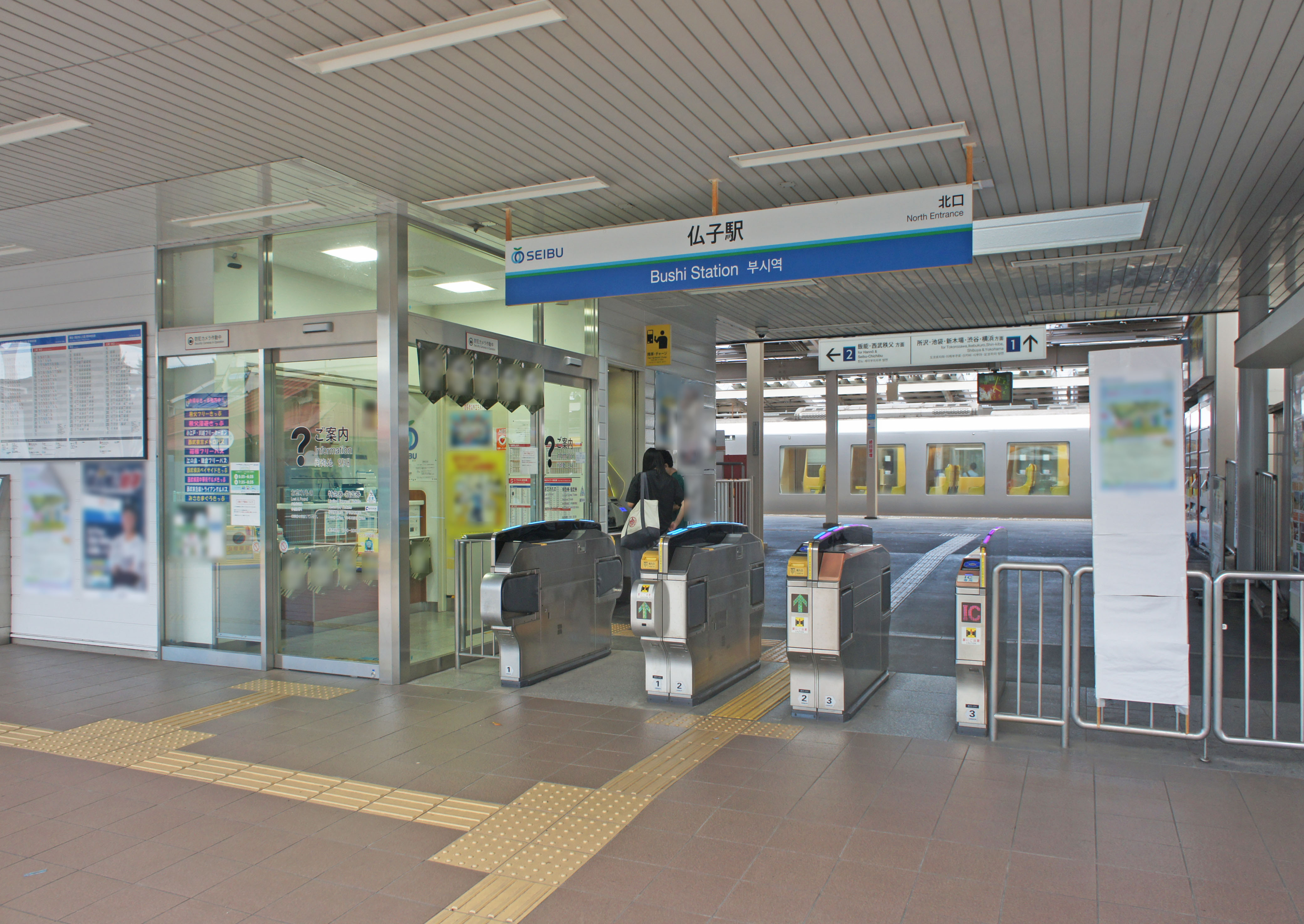
北口改札（2022年7月）
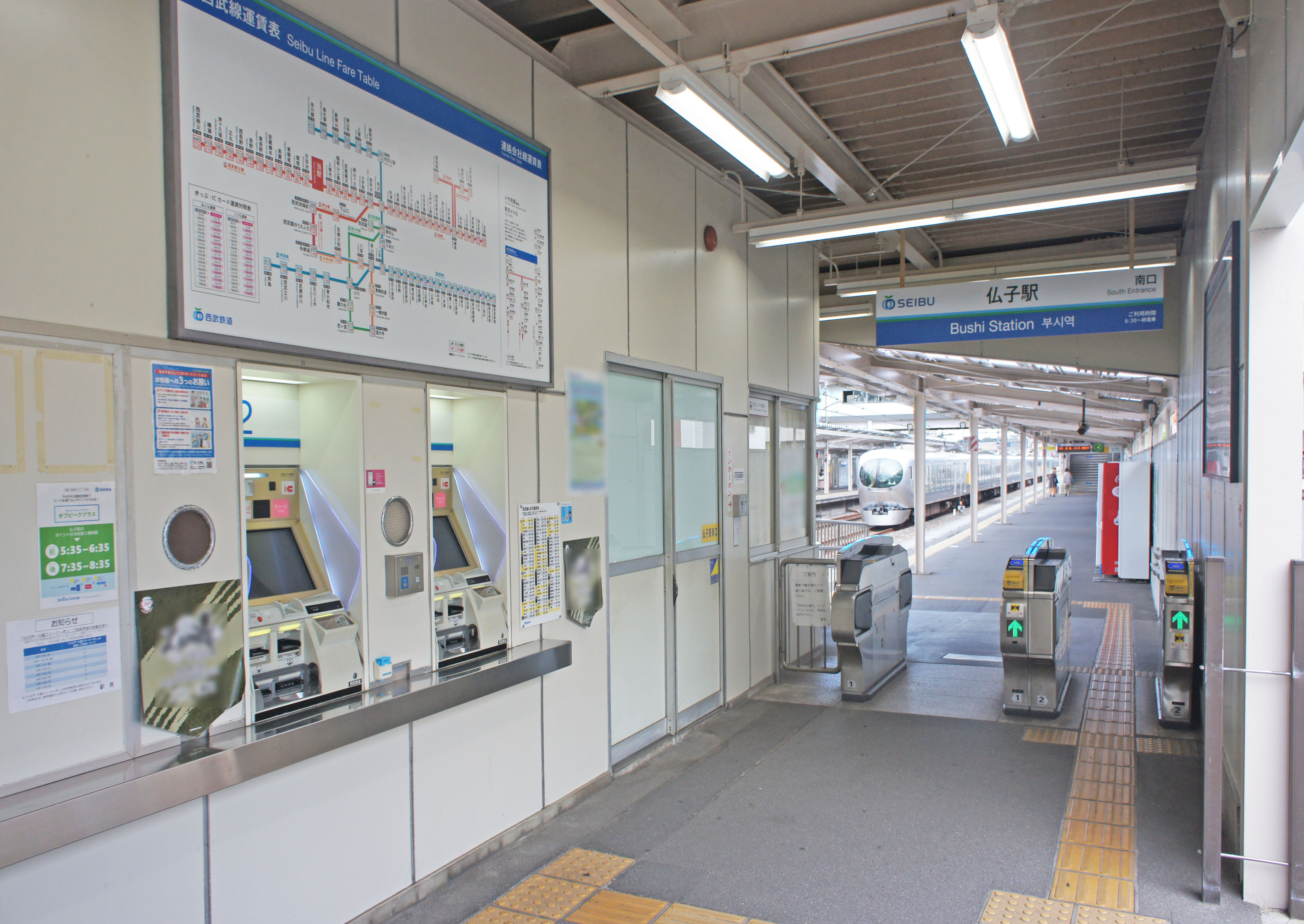
南口改札（2022年7月）
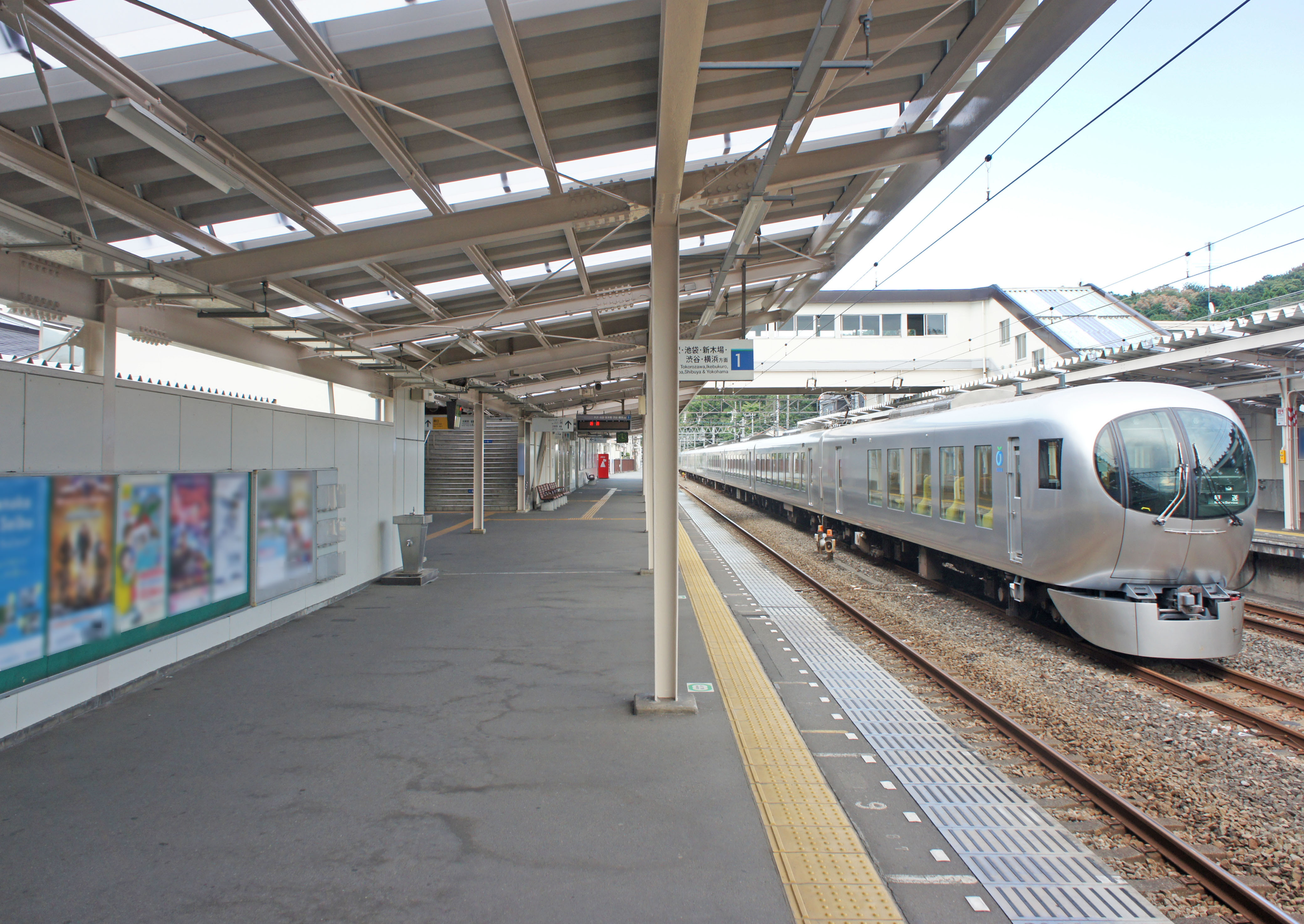
1番ホーム（2022年7月）
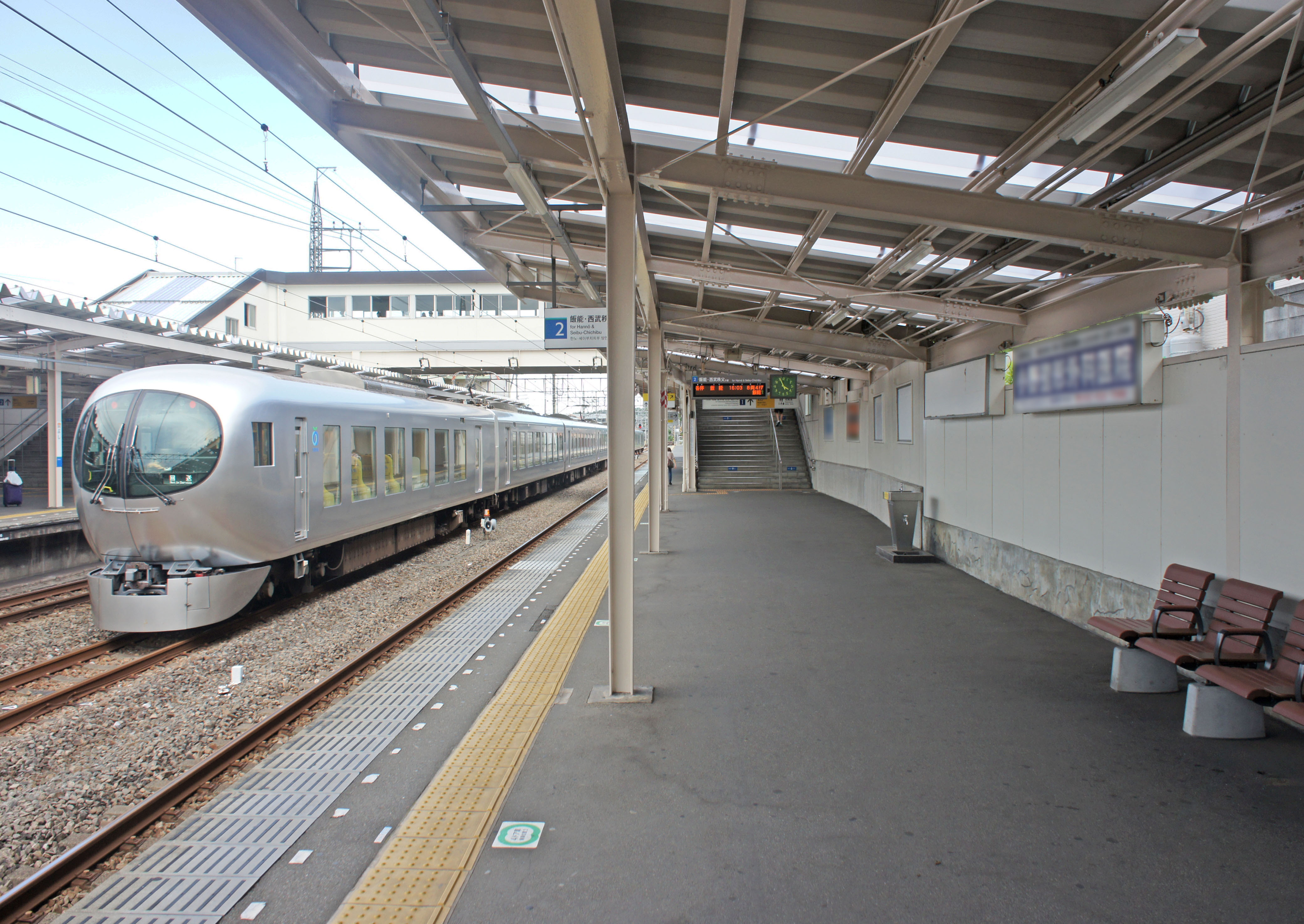
2番ホーム（2022年7月）

### 中線
上り線と下り線の間に中線がある。過去には上下線の特急列車の追い抜き、貨物列車の待避などに使われた。現行ダイヤでは、回送列車や「旅するレストラン 52席の至福」の待避などに利用されている。
毎年11月3日に開催される航空自衛隊入間基地航空祭の際に増発される下り入間市終着の列車は、同駅に上下線間の渡り線がないことから、回送列車として一旦当駅の中線に入線し折り返して上り線に入り、入間市から上り営業列車となる。かつてはこの列車は仏子駅発着として設定されていたが、到着列車が中線に入る際および発車列車がホームのある番線に入線する際に一度本線上に出て折り返す必要のある煩雑さがあったことから、現在は入間市 - 仏子間は回送として運転し、入間市駅発着で運転するようになった。

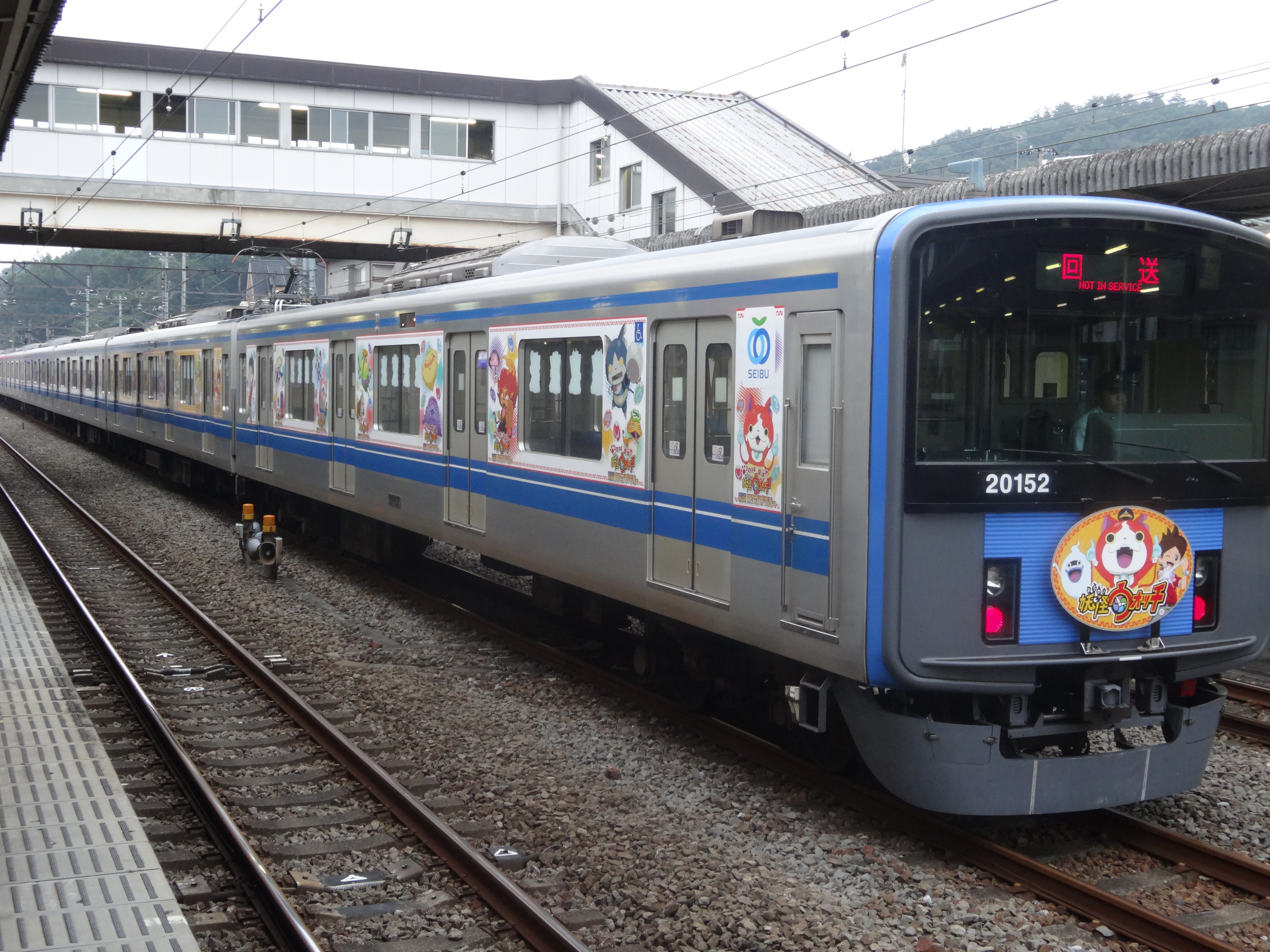
中線に停車する回送列車（1番ホームから）
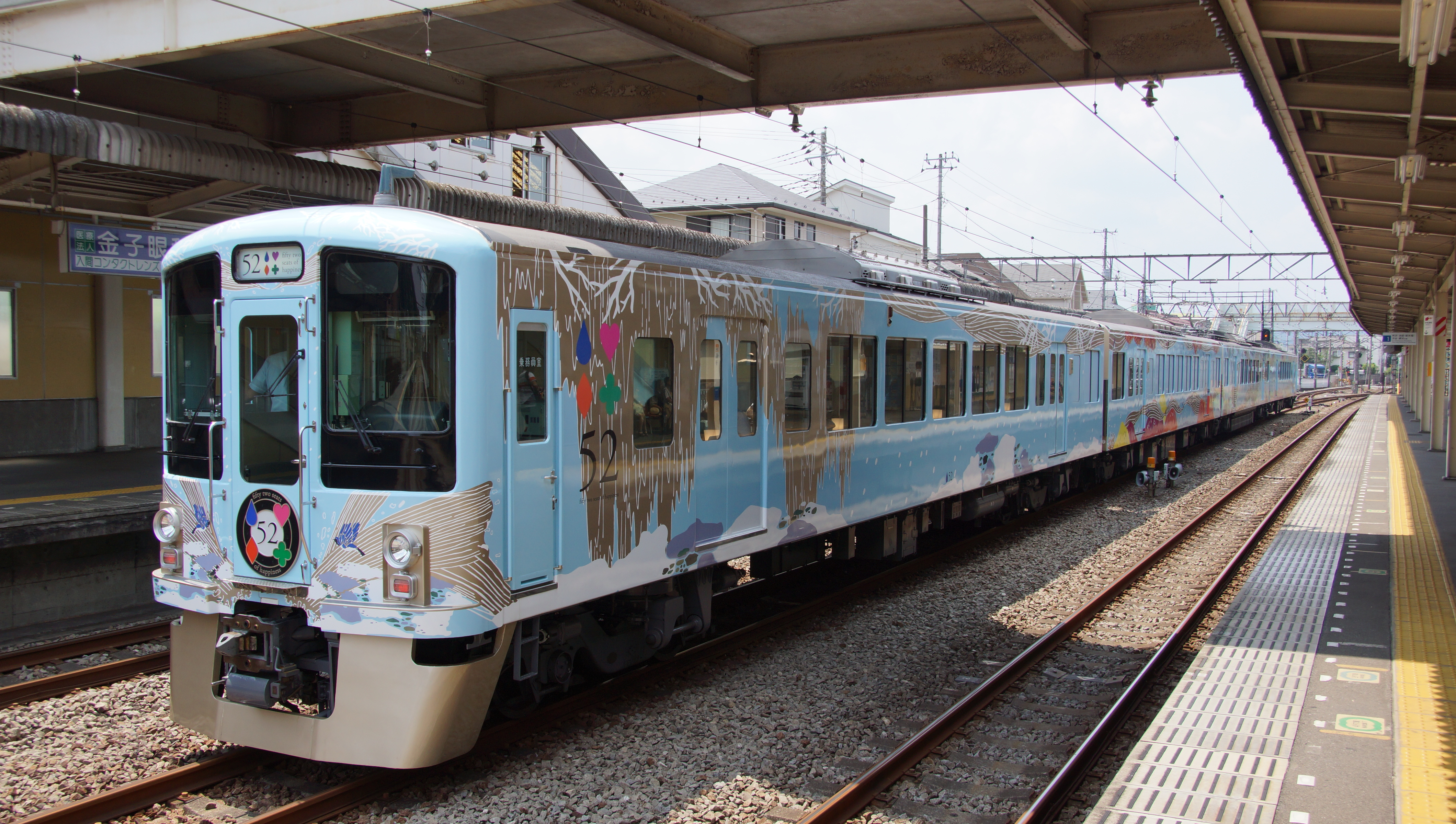
中線に停車する「旅するレストラン 52席の至福」

## 利用状況
2024年（令和6年）度の1日平均乗降人員は9,467人であり、西武鉄道全92駅中69位。
近年の1日平均乗降人員および乗車人員の推移は下記の通り。
| 年度               | 1日平均 乗降人員 | 1日平均 乗車人員 | 出典     |
| ------------------ | ---------------- | ---------------- | -------- |
| 1990年（平成02年） | 17,737           | 8,877            |          |
| 1991年（平成03年） | 18,019           | 9,016            |          |
| 1992年（平成04年） | 18,304           | 9,133            |          |
| 1993年（平成05年） | 18,354           | 9,123            |          |
| 1994年（平成06年） | 18,353           | 9,119            |          |
| 1995年（平成07年） | 18,021           | 8,993            |          |
| 1996年（平成08年） | 17,874           | 8,884            |          |
| 1997年（平成09年） | 17,497           | 8,675            |          |
| 1998年（平成10年） | 17,175           | 8,493            |          |
| 1999年（平成11年） | 16,586           | 8,202            | [ * 1 ]  |
| 2000年（平成12年） | 16,349           | 8,073            | [ * 2 ]  |
| 2001年（平成13年） | 15,799           | 7,829            | [ * 3 ]  |
| 2002年（平成14年） | 15,484           | 7,679            | [ * 4 ]  |
| 2003年（平成15年） | 15,349           | 7,615            | [ * 5 ]  |
| 2004年（平成16年） | 15,032           | 7,460            | [ * 6 ]  |
| 2005年（平成17年） | 14,856           | 7,370            | [ * 7 ]  |
| 2006年（平成18年） | 14,657           | 7,261            | [ * 8 ]  |
| 2007年（平成19年） | 14,444           | 7,183            | [ * 9 ]  |
| 2008年（平成20年） | 14,342           | 7,121            | [ * 10 ] |
| 2009年（平成21年） | 14,037           | 6,977            | [ * 11 ] |
| 2010年（平成22年） | 13,283           | 6,669            | [ * 12 ] |
| 2011年（平成23年） | 12,917           | 6,480            | [ * 13 ] |
| 2012年（平成24年） | 12,537           | 6,297            | [ * 14 ] |
| 2013年（平成25年） | 12,221           | 6,126            | [ * 15 ] |
| 2014年（平成26年） | 12,193           | 6,115            | [ * 16 ] |
| 2015年（平成27年） | 13,235           | 6,645            | [ * 17 ] |
| 2016年（平成28年） | 12,833           | 6,440            | [ * 18 ] |
| 2017年（平成29年） | 11,272           | 5,663            | [ * 19 ] |
| 2018年（平成30年） | 11,156           | 5,601            | [ * 20 ] |
| 2019年（令和元年） | 10,879           | 5,465            | [ * 21 ] |
| 2020年（令和02年） | 7,760            | 3,895            | [ * 22 ] |
| 2021年（令和03年） | 8,299            |                  |          |
| 2022年（令和04年） | 8,963            |                  |          |
| 2023年（令和05年） | 9,240            |                  |          |
| 2024年（令和06年） | 9,467            |                  |          |

## 駅周辺

### 北口
- 入間市役所西武地区センター
  - 入間市役所西武公民館
- 入間市立西武小学校
- 埼玉西部消防組合入間消防署西武分署
- 入間市西武地区体育館
- 入間市西武市民運動場
- 入間市立図書館 西武分館
- 入間市文化創造アトリエ「アミーゴ」
- 入間仏子郵便局
- 飯能信用金庫仏子支店
- JAいるま野西武支店
- 入間仏子団地
- 医療法人明晴会 西武クリニック
- ビッグ・エー入間仏子店
- ヤオコー入間仏子店
- TSUTAYA入間仏子店
- セイムス
  - 入間仏子店
  - 仏子店
- 創庫生活館入間本店
- あんず幼稚園 - 帝都高速度交通営団（営団地下鉄）丸ノ内線で運行されていた400形電車440号が保存されている。園児たちには「赤い電車」の愛称で親しまれている。車両番号の位置には同幼稚園のロゴが貼られている。車内は畳敷きで、遊戯室として使われている。

### 南口
- 武蔵野音楽大学 入間キャンパス
- 武蔵野音楽大学附属高等学校
- 入間市立仏子小学校
- 加治丘陵
- 入間市青少年活動センター

### バス路線
停留所名称は「ぶし駅」である。西武バスにより運行される以下の路線が発着する。
- ぶし01：西武ぶしニュータウン行
- 入間市内循環バス「てぃーろーど」北コース：入間市役所行／入間野田モール行

## 隣の駅
西武鉄道

 池袋線
■快速急行
通過
■急行・■通勤急行・■快速・■準急・■各駅停車（通勤急行は上りのみ運転）
入間市駅 (SI23) - 仏子駅 (SI24) - 元加治駅 (SI25)
入間市駅（旧称・豊岡町駅 = 1967年（昭和42年）改称）と当駅の間には、かつて黒須駅という貨物駅が存在した。1953年（昭和28年）1月廃止。